# Thelypteris browniana
Thelypteris browniana är en kärrbräkenväxtart som beskrevs av Ponce. Thelypteris browniana ingår i släktet Thelypteris och familjen Thelypteridaceae. Inga underarter finns listade.